# Homer (Nebraska)
Homer ist eine Gemeinde (mit dem Status „Village“) im Dakota County im US-amerikanischen Bundesstaat Nebraska. Das U.S. Census Bureau hat bei der Volkszählung 2020 eine Einwohnerzahl von 532 ermittelt.
Homer liegt in der Sioux City Metropolitan Area, die sich von Iowa bis in die benachbarten Staaten South Dakota und Nebraska erstreckt.

## Geografie
Homer liegt im Nordosten Nebraskas, 7 km westlich des Missouri River, der die Grenze zu Iowa bildet. Der Schnittpunkt der drei Bundesstaaten Iowa, Nebraska und South Dakota befindet sich rund 20 km nördlich. Die Südgrenze Minnesotas verläuft rund 140 km nördlich.
Die geografischen Koordinaten von Homer sind 42°19′18″ nördlicher Breite und 96°29′22″ westlicher Länge. Das Gemeindegebiet erstreckt sich über eine Fläche von 0,96 km². Homer ist die größte Ortschaft innerhalb des Omadi Precinct, eines Bezirkes des Dakota County.
Das Gebiet der Winnebago Reservation, einer von zwei Reservationen des Indianerstammes der Ho-Chunk, beginnt 3 km südlich des Ortsrandes von Homer.
Nachbarorte von Homer sind Dakota City (13,8 km nordnordöstlich), das Verwaltungszentrum der Winnebago Reservation Winnebago (10 km südlich), Emerson (25,9 km westsüdwestlich) und Jackson (20,5 km nordwestlich).
Das Stadtzentrum von Sioux City liegt 22,6 km nordnordöstlich von Homer. Die nächstgelegenen weiteren größeren Städte sind die Twin Cities in Minnesota (Minneapolis und Saint Paul) (463 km nordöstlich), Rochester in Minnesota (465 km ostnordöstlich), Cedar Rapids in Iowa (445 km östlich), Iowas Hauptstadt Des Moines (303 km ostsüdöstlich), Nebraskas größte Stadt Omaha (140 km südsüdöstlich), Kansas City in Missouri (446 km in der gleichen Richtung), Nebraskas Hauptstadt Lincoln (187 km südlich) und South Dakotas größte Stadt Sioux Falls (164 km nordnordwestlich).

## Verkehr
Der U.S. Highway 75 führt in Nord-Süd-Richtung entlang des östlichen Ortsrandes. Alle weiteren Straßen sind untergeordnete Landstraßen, teils unbefestigte Fahrwege sowie innerörtliche Verbindungsstraßen.
Parallel zum US 75 verläuft eine Eisenbahnlinie der BNSF Railway durch das Ortsgebiet von Homer.
Mit dem Martin Field Airport befindet sich 18 km nördlich ein kleiner Flugplatz für die Allgemeine Luftfahrt. Der nächste Verkehrsflughafen ist der 27 km nordöstlich gelegene Sioux Gateway Airport in Iowa.

## Bevölkerung
Nach der Volkszählung im Jahr 2010 lebten in Homer 549 Menschen in 213 Haushalten. Die Bevölkerungsdichte betrug 571,9 Einwohner pro Quadratkilometer. In den 213 Haushalten lebten statistisch je 2,58 Personen.
Ethnisch betrachtet setzte sich die Bevölkerung zusammen aus 92,5 Prozent Weißen, 5,3 Prozent amerikanischen Ureinwohnern sowie 0,2 Prozent (eine Person) aus anderen ethnischen Gruppen; 2,0 Prozent stammten von zwei oder mehr Ethnien ab. Unabhängig von der ethnischen Zugehörigkeit waren 0,9 Prozent der Bevölkerung spanischer oder lateinamerikanischer Abstammung.
29,0 Prozent der Bevölkerung waren unter 18 Jahre alt, 56,1 Prozent waren zwischen 18 und 64 und 14,9 Prozent waren 65 Jahre oder älter. 53,7 Prozent der Bevölkerung waren weiblich.
Das mittlere jährliche Einkommen eines Haushalts lag bei 52.857 USD. Das Pro-Kopf-Einkommen betrug 22.123 USD. 8,6 Prozent der Einwohner lebten unterhalb der Armutsgrenze.